# Вовчківці (гміна)
Гміна Волчковце — колишня (1934–1939 рр.) сільська ґміна Снятинського повіту Станіславського воєводства Польщі Центром ґміни було село Вовчківці.
1 серпня 1934 року в Снятинському повіті Станіславівського воєводства було створено ґміну Волчковце з центром в с. Вовчківці. У склад ґміни входили такі сільські громади: Кєліхув, Любковце, Олєшкув, Орелєц, Тулава, Тулукув, Волчковце.
У 1934 р. територія ґміни становила 68,65 км². Населення ґміни станом на 1931 рік становило 7 846 осіб. Налічувалось 1 841 житловий будинок.
Ґміна ліквідована в 1940 р. у зв’язку з утворенням Заболотівського району.